# 亞當·庫帕
亞當·庫帕 （英語：Adam Kuper, 1941年—）是與社會人類學學派最緊密相關的人類學家。在他的作品，經常用懷疑態度看待文化這個概念，討論的重點是這個概念如何被使用，以及它的意義。

## 生平
1941年出生于南非约翰内斯堡，就讀帕克敦男子高中。他在約翰尼斯堡的金山大學獲得第一個學位。他在劍橋大學得到博士學位，這是依據在波札那的喀拉哈里沙漠所做的田野研究。畢業之後，他回到非洲繼續在波札那與烏干達做田野工作，並在烏干達首都坎帕拉的馬凱雷雷大學教學三年。從1970年到1976年，他在倫敦大學學院教學。從1976年到1985年，他在荷蘭萊登大學擔任非洲人類學教授。從1985年到2008年，庫帕在布魯內爾大學擔任教授，先在人文科學系擔任首位系主任，後來擔任人類學系系主任。
2009年1月，經過媒體披露，布魯內爾對於庫帕繼續任教到2010年的協議背信。他反而在2008年底被迫退休，就在他的出版品送到英國學術評鑑(科研評估)的最後期限之後，據報導庫帕的回應是控告學校違約。
在1970年代初期，庫帕在牙買加從事田野工作，這是英國首相辦公室的國家計畫署所資助。然而他的主要民族誌研究焦點持續在非洲南部的社會。1973年他出版一部英國社會人類學史，從那時開始他持續研究並出版人類學的知識史，1999年的一本書討論人類學傳統中的文化概念。
他指導了許多博士班學生，探討非洲南部民族誌、人類學史、家族企業與親屬。

## 精選作品
《以妻子換牛：非洲南部的嫁妝與婚姻》Wives for Cattle: Bridewealth and Marriage in Southern Africa, (Routledge, 1982)
《原始社會的這項發明：一個幻象的轉變過程》The Invention of Primitive Society: Transformations of an Illusion, (Routledge, 1988)
《受到自然選擇的靈長類：人類本質與文化多樣性》The Chosen Primate: Human Nature and Cultural Diversity, (Harvard University Press, 1994)
《英國社會人類學》Anthropology and Anthropologists: The Modern British School, (Routledge, 3rd edn, 1996)(1973 初版)
《社會科學百科全書》The Social Science Encyclopedia Adam Kuper, Jessica Kuper (eds.). (Taylor & Francis, 1996)
《文化：人類學家的陳述》Culture: The Anthropologists' Account, (Harvard University Press, 1999)
《亂倫與權勢：英國資產階級的私生活》Incest and Influence: The Private Life of Bourgeois England, (Harvard, 2009)

## 引用文獻
1. ↑  http://www.timeshighereducation.co.uk/story.asp?sectioncode=26&storycode=405176 （页面存档备份，存于） Professor sues Brunel as 'promised' post is scrapped. Times Higher, 29 January 2009